# 魂振系列
魂振系列（魂振（たまふり）シリーズ）是北澤大輔撰寫，插畫的輕小說作品。集英社Super Dash文庫出版。

## 故事簡介
故事發生於擁有數百年傳統的葦之原神社。在神社繼承人葦原音矢升上縣立高中三年級時春假時，擔任神社宮司的祖父弦而把葦原家遠親的少女齋介紹給音矢當妻子。被弦而命令和齋結婚並生小孩的音矢非常不滿，但又不能發洩在齋身上，只能夠悶悶不樂的過日子。
幾天後，轉入同一所高中的齋加入了音矢擔任部長的輕音樂社。這時輕音樂社正好計劃要在周末於站前廣場表演。儘管部長音矢是任何樂器都能夠演奏的天才，卻堅持不演奏樂器。在表演當天，音矢的青梅竹馬社員來棲真那實被禍津神附身而襲擊輕音樂社社員……

## 登場人物
葦原 音矢
本作主角，就讀高中三年級。葦原家族代代皆擔任葦之原神社宮司，被祖父弦而作為繼承人養大。
喜歡音樂，在高中擔任輕音樂社社長，但自從國中後便徹底拒絕演奏樂器。由於葦原家族有以雅樂之力和禍津神戰鬥的宿命，音矢從小便接受祖父的英才教育，精通各種東洋西洋的樂器，卻因為不習慣控制力量而讓被禍津神附身的少年受到瀕死重傷。後來發現於自己出生三天後便因為和禍津神戰鬥死亡的父親所寫的日記，便開始頑強抵抗樂器演奏。後來靠著齋的協助，將青梅竹馬真那實從禍津神支配下救出後克服了心理障礙。
大內 齋
就讀高中一年級。葦原家遠親，大內流舞樂的繼承者。音矢的未婚妻，小時後曾經和音矢見過面，不過音矢在與齋再會後才得知訂婚的事。成長環境特殊而缺少一般常識。
黑髮美少女，受到同校學生歡迎，但本人對音矢十分專情。想和音矢生小孩，卻都被音矢用各種方式打發掉，到現在還不知道具體方法。
喜歡甜食，料理時一定會做得很甜。特別喜歡豆沙餡，不管吃多少都不會胖，受到女學生們羨慕。
來棲 真那實
就讀高中三年級。有英國人的血緣，金髮碧眼與雙馬尾是主要特徵。二年級時還是校內第一的美少女，自從齋入學後地位陷入危機，又擔心音矢被搶走，焦躁感不斷累積。
和音矢是小學開始的青梅竹馬，受到音矢的觸發而開始學樂器。現在擔任輕音樂部的貝茲手。
喜歡辣食，所做的餅乾或可麗餅也一樣辣。曾有多名男子嘗試她所做的餅乾，但最後都失敗收場。
加地 豪鐵
就讀高中三年級。輕音樂社的鼓手。體型巨大，沒有適合的制服尺寸，穿著僧服上學。
寺廟的繼承人，家庭環境和音矢類似而相當投緣，不過認為繼承家業是理所當然的。
王子 真太郎
就讀高中三年級。輕音樂社的吉他手。長相帥氣但性格悲觀、體質虛弱(搬個跳箱手就會脫臼)。拿起吉他會性格大變。
葦原 弦而
音矢的祖父，葦之原神社的宮司。平常是喜歡性騷擾的老人，在擔任神職時卻是雅月的第一人，從音矢小時候便開始教他樂器演奏方式。
薰子
住在葦之原神社修行的三人巫女之一。年紀最大，擔任會計。神社地位最高的女性，生氣時沒人敢反抗她。
小梅
住在葦之原神社修行的三人巫女之一。穿著巫女服依然無法遮蓋巨乳，不少男性參拜者是因為小梅而來。步調獨特，重度天然呆。
風花
住在葦之原神社修行的三人巫女之一。比音矢和真那實年輕，沒有去學校讀書。很會帶動氣氛但注意力渙散，常常沒聽到別人說的話。
兔貴子
常到音矢的房間玩遊戲機的少女，外表約為小學高年級。似乎對葦原家和禍津神的因緣有詳細了解，但不會多說什麼。

## 出版書籍
| 卷次 | 日文版 | 日文版         | 日文版             | 中文（繁體）版 | 中文（繁體）版 | 中文（繁體）版     | 中文（繁體）版 |
| 卷次 | 書名   | 出版日期       | ISBN               | 書名           | 出版日期       | ISBN               |                |
| ---- | ------ | -------------- | ------------------ | -------------- | -------------- | ------------------ | -------------- |
| 1    |        | 2007年3月30日  | ISBN 9784086303484 | 鎮魂練習曲     | 2008年6月24日  | ISBN 9789862094495 |                |
| 2    |        | 2007年10月30日 | ISBN 9784086303828 | 鎮魂前奏曲     | 2008年10月27日 | ISBN 9789862096383 |                |
| 3    |        | 2008年2月27日  | ISBN 9784086304047 | 鎮魂協奏曲     | 2009年5月25日  | ISBN 9789862098493 |                |
| 4    |        | 2008年5月30日  | ISBN 9784086304252 | 鎮魂圓舞曲     | 2010年1月25日  | ISBN 9789862561621 |                |
| 5    |        | 2008年7月30日  | ISBN 9784086304436 | 鎮魂交響曲     | 2010年6月22日  | ISBN 9789862563229 |                |

## 外部連結
- （日語） Super Dash文庫・作品介紹
- （日語） 同・特集